# Bandeira da República Socialista Soviética da Estônia

Bandeira da República Socialista Soviética da Estônia

A Bandeira da República Socialista Soviética da Estônia foi adotada pela RSS da Estônia, em 6 de fevereiro de 1953.
Antes dessa, a bandeira era vermelha com um foice e martelo dourados, no canto alto, à esquerda. Sobre o foice e o martelo estavam os carácteres em latim ENSV (Eesti Nõukogude Sotsialistlik Vabariik) em uma fonte serifa.